# 学校法人大原学園
学校法人大原学園（がっこうほうじんおおはらがくえん）は、東京都千代田区に本部を置く学校法人である。専門学校（専修学校専門課程。以下特記のない限り「専門課程」）を中心とし、大原簿記学校を代表とする。
校舎のほとんどは塩レンガ風の色彩に統一されている。

## 専門課程
高卒者等を対象とする。

### 概要
本科
- 主に2年制学科を卒業（専門士[3]の称号を取得）し、就職を目指す。

ビジネス専攻コース
- 高卒者等のうち、大学または専門学校の卒業者や中退者などを対象とし、就職を目指す。1年制。

集中資格取得コース（全日制・夜間制）
- 長い学習時間により資格の最短合格および就職を目指す。
- 専門課程として設置されている場合もあるが[4]、後述の社会人講座として設置されている校舎もある。

### 大学編入・併修
現在は学校教育法第132条により大学への編入も可能だが、大原各校は入学直後より就職に至るまでの独自の教育プログラムを組んでおり、実際に編入した生徒がいるかどうかについては明確に発表されていない。ただし、一部コースでは「大学併修サポート制度」として大学通信教育課程と連携教育を行なっており、専門課程卒業（＝専門士の称号の授与）と同時に大学卒業（＝学士の学位の授与）も可能である。（以下は対象校）
- 法政大学[8]
- 産業能率大学
- 近畿大学

### 社会人講座に対する扱い
- 在籍者およびその家族は、大原が設置する社会人講座を「#資格取得サポート制度」として特別料金で受講できる。
- 社会人講座の中にも専門課程扱いのコースがある（「#専門課程扱いの社会人講座」を参照）。

## 社会人講座

### 概要
主に社会人や大学生などを対象にした、資格取得を目的とする講座。
- 受講コースによっては専門課程扱いのものもある。次項「専門課程扱いの社会人講座」を参照。
- 専門課程と同様に、各検定試験日の数週間前から「答練」が行なわれる講座が多い。
- 各講座は専門課程と同一の校舎のほか、関連会社の大原出版が運営する「資格の大原」（社会人講座専門校）でも行なわれる。なお社会人講座専用の校舎としては、早稲田校、日吉校、中大駅前校など、主に大学生向けの立地のものもある。また山口大学と提携し、同大学敷地内に「O-HARA山口大学就職支援施設」を設置している。

### 専門課程扱いの社会人講座
社会人講座のうち、受講コースによっては通学定期の発行要件を満たし、学生証の交付を受けることができる。この場合は専修学校在籍者となることができるが、対外的には「一般課程」ではなく「専門課程」として扱われる。ただし、大原の内部区分上はあくまでも「社会人講座受講生」であり、前述の専門課程在籍者（いわゆる専門学校生）とは区別される。

### 資格取得サポート制度
以下の者は、当講座を「資格取得サポート制度」により特別料金で受講することができる（いずれも入学金免除）。
- 高校生
- 大原学園専門課程関係者
  - 在籍者およびその家族 - ただし、集中資格取得コースを除く。
  - 卒業生 - ただし、平成15年4月以前の入学生は入学金免除のみ。

## 主な行事

### 専門課程
- AOCC（ALL O-HARA CHAMPIONS CUP） - 学校別対抗電卓大会
- フレッシュマン研修
  - 研修施設「大原富士宮ビガークラブ」（静岡県富士宮市）又は「大原菅平ビガークラブ」（長野県上田市）にて行なわれる、新入生同士の交流やコミュニケーション能力向上等を主目的とした2泊3日の新入研修。
  - 期間は各校ごとによって異なるが、関東地区では公務員コースは5月上～中旬頃、民間就職・医療系コースは6月中旬～7月上旬頃に行なわれることが多い。
- O-HARAスポーツフェスティバル（屋内運動会）
  - 平成元年(1989年)に第1回が開催され[10]、以降毎年秋（基本的には10・11月）に、専門課程在籍の生徒・教職員を参加対象に各地区ごとに開催される。
  - 関東・甲信越[11]・東北地区[12]大会は2015年度より、さいたまスーパーアリーナを会場として毎年10月上～中旬に開催され、各校在籍の生徒・教職員・観覧者[13]など約1万3000人(2019年度開催分)が集結した[14]（2014年度までは日本武道館で開催されていた）。
しかし2020年度は新型コロナウイルス感染症対策のため中止[15]。2021年度以降は同様の理由で各校舎毎の単独大会[16][17]や、2〜3校舎による合同大会[18]など分散・縮小開催となっている。
- スノボー&スキーツアー（希望者のみ）
  - 菅平高原のスキー場で行われるスノーボード・スキーの技術向上を主目的とした2泊3日のツアー（宿泊先は大原菅平ビガークラブとなる）。
- 大原ヨーロッパ研修（希望者のみ）
  - イタリア共和国のミラノ・ヴェネツィア・フィレンツェ・ローマ等を周遊するツアー旅行。旅行期間は8日間又は11日間（参加希望者が選択する）で、11月下旬～12月中旬に出発となる（2019年度の場合）[19]。2020～2022年度は新型コロナ感染症の影響により中止。2023年度より再開。
- 卒業記念パーティー
  - 卒業式の当日夕方に各校舎ごとにホテルの宴会場等で行われる立食パーティー。しかし2019・2020年度(2020・2021年3月)は新型コロナウイルス感染症の拡大防止の観点から各校ともに中止となった[20]。

### 合格祝賀会
- 社会人講座受講生のうち、日商簿記1級、全経簿記上級、公認会計士、税理士等の各試験合格者を対象に開催される。

### 全国大学対抗簿記大会
「簿記の発展と交流の輪を広げる」「職業会計人を増やす」ことを目標に開催されている、簿記のインターカレッジ。
- 後援：イタリア大使館、日本公認会計士協会、東京税理士会
- 日商簿記検定試験の予想問題を使用し、各級ごとに得点を競い合う。上位入賞者には表彰あり。ただし、以下の各試験合格者についてはいずれも順位・表彰の対象外となる。
  - 日商簿記1級、全経簿記上級、公認会計士（短答式・論文式）、税理士（簿記論）
- 検定試験1週間前の前日に相当する、毎年6月第1土曜日（または5月最終土曜日）および11月第2土曜日に開催される。
- 全国の大原各校（一部を除く）にて一斉に開催される。
- 大学（短期大学を含む）からの推薦を受ける必要がなく、一人300円（税込）で参加可能。
- 大学生（学部生）・短大生のほか、大学院生（専門職大学院在籍者を含む）も参加可能。
- 年齢制限があり、満24歳までの者が対象。

新型コロナウイルス感染症対策のため、2020年度からは代替として、参加費無料の「全国大学生簿記直前模試」をオンライン形式で開催。

#### 競技時間について
競技時間については、実際の検定試験とは次のように異なっている。
| 級 | 試験科目           | 検定試験 | 簿記大会 | 備考                                                |
| -- | ------------------ | -------- | -------- | --------------------------------------------------- |
| 1  | 商業簿記・会計学   | 90分     | 120分    | 簿記大会においては、全科目通して120分となっている。 |
| 1  | 工業簿記・原価計算 | 90分     | 120分    | 簿記大会においては、全科目通して120分となっている。 |
| 2  | 商業簿記・工業簿記 | 120分    | 100分    |                                                     |
| 3  | 商業簿記           | 120分    | 100分    |                                                     |

## 沿革
- 1957年（昭和32年）4月 - 各種学校として大原簿記学校設立[22]。当時校長は、武市春男。学校の名称は、大原出版株式会社社長であった大原盛司が経営陣として参画したことによる[23][24]。
- 1976年（昭和51年） - 専修学校となる[22]。
- 1979年（昭和54年） - 準学校法人大原学園設立[22]。
- 1982年（昭和57年） - 一条校として府中ひばり幼稚園開園[22]。これに伴い学校法人化し、学校法人大原学園となる[22]。
- 2006年（平成18年） - 大原大学院大学開学[22]。
- 2009年（平成21年） - サポート校の大原高等学院が高等学校化し、大原学園高等学校となる。
- 2017年（平成29年） - 東京アニメーター学院が大原傘下入りと同時に専修学校化し、東京アニメーター学院専門学校となる。

## 主な設置校
校名が多岐にわたるため、以下では主なものを記載する。

### 専門学校
- 大原簿記学校
- 大原法律専門学校
- 大原簿記法律専門学校
- 大原情報ビジネス専門学校
- 大原スポーツ&メディカル専門学校
- 大原法律公務員専門学校
- 大原医療福祉専門学校
- 大原デザインアート専門学校
- 大原スポーツ公務員専門学校
- 東京ホテル・トラベル学院専門学校
- 東京アニメーター学院専門学校
- 以下は、各学校法人がフランチャイズ提携で運営。
  - 大原簿記公務員専門学校愛媛校（学校法人河原学園）
  - 仙台大原簿記情報公務員専門学校（学校法人北杜学園）
  - 沖縄大原簿記専門学校（学校法人KBC学園グループ）

### 一条校
- 大原大学院大学（会計専門職大学院）
- 東京経営大学（通信制）
- 大原学園美空高等学校（通信制）
- 府中ひばり幼稚園

### 各種学校
- 大原日本語学院（日本語学校）

### 合宿施設
- 大原富士宮ビガークラブ
- 大原菅平ビガークラブ

### その他
- 後述の大原出版が運営。
  - 資格の大原 - 社会人講座専門校
  - 大原予備校 - 中学・高校受験向けへの進学塾。水道橋と立川[25]に教室を開設。
- O-HARA山口大学就職支援施設 - 山口大学吉田キャンパス内に大原学園グループとの提携により設置された。民間の就職支援施設を設置する国立大学は山口大学のみである。山口大学経済学部には経済学科職業会計人コースが設置され、別途88万円程度の負担で大原簿記専門学校と連携する1年生後期から4年生8月までのカリキュラムにより、公認会計士試験・税理士試験に挑戦する。

## 主な関連会社
- 大原出版
  - 参考書販売
  - 通信教育
  - 資格の大原
  - 大原予備校
- 大原キャリアスタッフ - 人材派遣会社

## 報道等

### 不祥事
- 文部科学省の設置計画履行状況調査により、大原大学院大の学生29人のうち16人が、設置者の学校法人職員だったことが判明した。さらに授業の出席回数が半分に満たない学生の割合も5割以上おり、そのほとんどが法人職員であった[26]。
- 神戸校において職員に違法なサービス残業をさせたとして、2006年と2008年に神戸東労働基準監督署から残業代を支払うよう2度の是正勧告を受けた[27]。
- 2006年、公正取引委員会は大原学園に対し、受講生募集パンフレットの合格者の表示について景品表示法違反（優良誤認）にあたる恐れがあるとして警告した。税理士の合格者数や占有率に短期講座を受けたに過ぎない合格者が含まれており、「同試験対策の講座の内容について、実際のものよりも著しく優良であると一般消費者に誤認される疑いがある」としている[28]。
- 2009年12月、2006年～2008年に司法書士試験受験生向け講座用に作成・使用した「民法テキスト1、2」において、東京大学名誉教授・我妻栄と有泉亨の共著「民法」第1巻の記述を剽窃したとして、著者の遺族および関係者らが損害賠償を求め東京地方裁判所に提訴。大原学園は剽窃の事実を認め、テキストの利用・配布を取りやめた[29]。2010年6月に和解成立[30]。
- 2015年、東京都から委託された公共職業訓練「国際コミュニケーション・リーガルナレッジ科」の訓練生26人にメールを送信した際にミスがあり、メールアドレスが流出。東京都は大原学園に対し、再発防止策を指示した[31][32]。
- 厚生労働省は2021年8月26日、大原学園に委託した「中長期的なキャリア形成を支援するためのキャリアコンサルタント向け研修の実施事業」において、個人情報漏えいがあったことを発表。研修申込者1名に対し、誤って、個人情報を含む1,106名分の受講生名簿が保存されたファイル共有サービスのURLをメールで送信。本件により、大原学園が委託事業の仕様書に定められた方法に反し、4月23日以降、クラウド上で名簿を管理していたことが発覚した[33][34]。
- 2024年10月10日、同年8月大原簿記専門学校大阪校で入学を予定していた女性のスカート内を盗撮したとして、当時30代の同校元職員の男が性的姿態等撮影などの疑いで逮捕された（男は逮捕時には既に懲戒解雇されていた）。元職員は警察の調べに「盗撮したことにまちがいありません」「小型カメラを使用しました」と容疑を認めた。この件について大原学園は「被害に遭われた方およびそのご家族の皆様、ならびに関係者の皆様に深くお詫び申し上げます。」等とし、被害者やその家族に連絡し謝罪を行ったことを報告した[35][36]。

### その他
- イタリア・サンセポルクロ（トスカーナ州アレッツォ県）の「ルカ・パチョーリ広場」にあるルカ・パチョーリ像の建立に当学園が携わり、台座には「複式簿記の始祖を讃える 大原簿記学校」との日本語が刻まれている[37]。
- テレビ東京系の情報バラエティ番組『出没!アド街ック天国』2012年6月23日放送回で神田三崎町を特集した際、第8位として東京水道橋本校が選出され、社会人講座の受講生が多い講座ベスト3や5月に開催された三崎神社例大祭に生徒約300名が参加したことが紹介されたほか、専門課程在籍の生徒(放送当時)へのインタビュー模様が放送された[38]。また、同番組が2019年3月30日放送回で水道橋を特集した際、水道橋周辺地域に東京本校を始めとする専門学校や大学等の校舎が密集していることから「キャンパスがいっぱい」というキーワードが8位として取り上げられ、その代表として東京本校の専門課程在籍生徒(放送当時)へのインタビュー模様が放送された[39]。

## CM
「なりたいジブンになる!」というキャッチフレーズのコマーシャルで、関東地区では日本テレビ限定で、主に学生の夏季休暇時や年末年始時を中心に放送されている。また、全国版とは別に地区独自のCMを制作し民放各局で随時放送している地域もある。2021年1月から全国版はフルアニメーションの新バージョン（前年から放送されていた関西地区独自CMの一部変更版）が放送され、CMソングにはTHE OSAKA BULL(s)の『ダーリンダーリン』を使用している。また2023年から「未来を生き抜くジブンを創れ。 - CREATE YOURSELF TO SURVIVE THE FUTURE -」というキャッチフレーズの情報ITクリエイター専門学校バージョンのCMが全編CGアニメーションで制作され、テレビ放映や大原学園の公式YouTubeサイトで公開されている。過去には2014 - 2015年頃には“大人の大原”と題した社会人講座バージョンのCMも随時放送されていた。
また関東地区では毎年8月頃（2011年以降は1月も）に、日本テレビ朝の情報番組『ZIP!』内にて60秒のインフォマーシャルCMが一週間放送される。このCMは通常とは異なり、タレント（毎年異なる）が専門課程の授業を見学したり、生徒にインタビューする内容の中心であるが、出演者全員がタレントで、ドラマ風の演出がなされる場合もある。
かつては「本気になったら、大原」（1996 - 2018年）→「なりたいを学ぶ」（2019 - 2020年）というキャッチフレーズを使用していた。
ただし、「本気になったら、大原」は、学園案内やCOURSE GUIDEの冊子、ポスターの一部、一部地区の独自CM等では2019年以降も引き続き使用されている。

## 著名な出身者
- 亀山敬司 - 元DMM.comグループ創業者　※中退
- 野村宗芳 - 元セプテーニ・ホールディングス社長
- 井川意高 - 大王製紙前会長。東京大学法学部第2類卒業後、1年間学ぶ。
- 森由起子 - 元衆議院議員
- 橋爪政吉 - 三重県志摩市長